# 김현진 (레이싱 모델)
김현진(1986년 10월 7일 ~ )은 대한민국의 레이싱 모델이다.

## 경력

### 에이빙모델 경력
- 2011년 - 지스타 한게임 모델
- 2009년 - 서울모터쇼 GM대우 시보레볼트 모델
- 2008년 - 부산국제모터쇼 볼보 모델

### 레이싱모델 경력
- 2010년 - CJ 티빙닷컴 슈퍼레이스 쉐보레 레이싱팀 전속모델
- 2009년 - 한국타이어 스폰서쉽 전속모델
- 2009년 - 스쿠터레이스 대림자동차 전속모델
- 2009년 - GT 마스터즈 HK 레이싱모델

## 수상
- 2008년 - 베스트 레이싱모델 어워드 신인 에이빙걸상